# 三谷哲康
三谷 哲康（みたに てつやす、1926年 - 2004年8月9日）は、日本の天文学者。

## 生涯
1926年、鳥取県生まれ。
1944年、京都帝国大学生駒山太陽観測所に所属。1946年より花山天文台に勤務。第二次世界大戦中・戦後の厳しい状況下で、多くの小惑星・彗星や、冥王星の観測にあたった。1953年に小惑星 (1619) 上田を発見（命名は花山天文台長上田穣にちなむ）。1954年には本田・ムルコス・パイドゥシャーコヴァー彗星の回帰を検出した。
1957年から1960年にかけて、極東米国陸軍地図局のもとで測地学的調査のための掩蔽観測に従事している。
2004年8月9日死去。77歳没。
三谷の名は (3289) 三谷に命名されている。